# I Love Me
«I Love Me» es una canción de la cantante estadounidense Demi Lovato. Fue lanzada como sencillo el 6 de marzo de 2020 a través de Island Records. La canción fue escrita por Lovato junto a Anne-Marie, Jennifer Decilveo, Sean Douglas, Alex Niceforo, Keith Sorrells y Warren «Oak» Felder y producida por los tres últimos. Es una canción pop y R&B alegre, cuyas letras hablan principalmente de lucha con la autoimagen.
Un video musical dirigido por Hannah Lux Davis fue filmado en la ciudad de Nueva York y se lanzó el mismo día que la canción. El video muestra a Lovato caminando por una calle con varias referencias a momentos de su carrera y vida personal. «I Love Me» logró ingresar al top 10 de las listas musicales en Escocia, Hungría y otros 5 países, así como también ingresó al top 20 en Estados Unidos, Canadá e Irlanda.

## Antecedentes
El equipo de Lovato anunció la canción en sus redes sociales el 2 de marzo, al igual que compartieron la portada de la canción, una imagen borrosa de Lovato con una chaqueta roja y aretes de aro. La canción comparte nombre con un hashtag que Lovato usó en febrero de 2020, #ILoveMe, para acompañar una foto suya sin maquillaje que compartió en las redes sociales.

## Posicionamiento
| Listas (2020)                               | Posición |
| ------------------------------------------- | -------- |
| Austria (Ö3 Austria Top 40)                 | 9        |
| Bélgica (Flandes) (Ultratip Bubbling Under) | 10       |
| Canadá (Canadian Hot 100)                   | 30       |
| Unión Europea (Billboard)                   | 10       |
| Alemania (Media Control AG)                 | 6        |
| Grecia (IFPI Greece)                        | 8        |
| Lituania (AGATA)                            | 4        |
| Países Bajos (Mega Single Top 100)          | 3        |
| Nueva Zelanda (RMNZ)                        | 4        |
| Escocia (Scottish Singles Sales Chart)      | 13       |
| Suiza (Schweizer Hitparade)                 | 5        |
| Reino Unido (UK Singles Chart)              | 35       |
| Estados Unidos (Billboard Hot 100)          | 18       |
| Estados Unidos (Adult Top 40)               | 29       |
| Estados Unidos (Mainstream Top 40)          | 12       |

## Historial de lanzamiento
| Año  | Premiación | Categoría                        | Resultado | Ref.   |
| ---- | ---------- | -------------------------------- | --------- | ------ |
| 2022 | BMI        | MOST-PERFORMED SONGS of the Year | Ganadora  | [ 18 ] |

| Región | Fecha              | Formato                     | Discográfica   | Ref.  |
| ------ | ------------------ | --------------------------- | -------------- | ----- |
| Varios | 6 de marzo de 2019 | Descarga digital, Streaming | Island Records | [ 1 ] |